# Life in Paradise – Illegale in der Nachbarschaft
Life in Paradise – Illegale in der Nachbarschaft ist ein Dokumentarfilm des Schweizer Regisseurs Roman Vital aus dem Jahr 2013, der das Zusammenleben von abgewiesenen Asylsuchenden und der einheimischen Bevölkerung in der graubündnerischen Gemeinde Valzeina thematisiert.

## Handlung
Das frühere Ferienheim Flüeli in Valzeina wird seit dem Jahr 2007 gegen den Willen der Einheimischen als Ausreisezentrum für abgewiesene Asylsuchende benutzt, die nicht ausreisen können oder wollen und nur Nothilfe erhalten. Indem der Film sowohl das Leben der Dorfbewohner als auch das Leben der abgewiesenen Asylbewerber zeigt, führt er den Zuschauern einerseits die Folgen der schweizerischen Asylpolitik anhand eines konkreten Beispiels vor Augen und greift andererseits ein Thema von globaler Bedeutung auf: das Zusammentreffen von wohlhabenden Menschen aus dem Norden mit mittellosen und illegalen Einwanderern aus der südlichen Hemisphäre. Aufgrund dessen ist der Film primär relevant für die Debatte um das schweizerische Asylrecht, trägt aber auch etwas zur Thematisierung des gesamteuropäischen Umgangs mit Asylbewerbern und vor allem abgewiesenen Asylbewerbern zu Beginn des 21. Jahrhunderts bei.